# Новокиївська сільська рада (Снігурівський район)
Новоки́ївська сільська́ ра́да — орган місцевого самоврядування у Снігурівському районі Миколаївської області. Адміністративний центр — село Новокиївка.

## Загальні відомості
- Населення ради: 837 осіб (станом на 2001 рік)

## Населені пункти
Сільській раді підпорядковані населені пункти:
- с. Новокиївка
- с. Богородицьке

## Склад ради
Рада складається з 12 депутатів та голови.
- Голова ради: Медведенко Валерій Іванович
- Секретар ради: Давиденко Світлана Вікторівна

### Керівний склад попередніх скликань
| Прізвище, ім'я, по батькові | Основні відомості                                                              | Дата обрання | Дата звільнення |
| --------------------------- | ------------------------------------------------------------------------------ | ------------ | --------------- |
| Дубнянський Петро Іванович  | Сільський голова, 1956 року народження, безпартійний                           | 26.03.2006   | 01.10.2008      |
| Вень Віра Костянтинівна     | Сільський голова, 1951 року народження, Всеукраїнське об'єднання «Батьківщина» | 15.03.2009   | 31.10.2010      |
| Медведенко Валерій Іванович | Сільський голова, 1952 року народження, освіта вища, член Партії регіонів      | 31.10.2010   |                 |

Примітка: таблиця складена за даними сайту Верховної Ради України

### Депутати
За результатами місцевих виборів 2010 року депутатами ради стали:

#### За суб'єктами висування
| Суб'єкт висування                 | Кількість обраних депутатів | %    |
| --------------------------------- | --------------------------- | ---- |
| Партія регіонів                   | 7                           | 58,3 |
| Самовисування                     | 4                           | 33,3 |
| Політична партія «Сильна Україна» | 1                           | 8,3  |

#### За округами
| № округу                          | Прізвище, ім'я, по батькові     | Дата визнання обраним | Освіта             | Партійна приналежність                  | Відомості про обраного депутата                                |
| --------------------------------- | ------------------------------- | --------------------- | ------------------ | --------------------------------------- | -------------------------------------------------------------- |
| Партія регіонів                   |                                 |                       |                    |                                         |                                                                |
| 1                                 | Бас Ольга Володимирівна         | 02.11.2010            | середня спеціальна | член Партії регіонів                    | тимчасово не працює                                            |
| 5                                 | Козулін Іван Інокентійович      | 02.11.2010            | середня спеціальна | член Партії регіонів                    | Херсонський електромеханічний завод, інспектор відділу охорони |
| 7                                 | Бурлака Сергій Анатолійович     | 02.11.2010            | середня спеціальна | член Партії регіонів                    | супермаркет, охоронець                                         |
| 8                                 | Давиденко Світлана Вікторівна   | 02.11.2010            | вища               | член Партії регіонів                    | Новокиївська сільська рада, секретар                           |
| 9                                 | Дубнянський Петро Іванович      | 02.11.2010            | вища               | член Партії регіонів                    | пенсіонер                                                      |
| 10                                | Прокопенко Валерій Вікторович   | 02.11.2010            | вища               | член Партії регіонів                    | одноосібник                                                    |
| 11                                | Місанченко Іван Іванович        | 02.11.2010            | середня            | член Партії регіонів                    | Снігурівська ВК № 5, інспектор відділу безпеки                 |
| Політична партія «Сильна Україна» |                                 |                       |                    |                                         |                                                                |
| 4                                 | Йосипенко Любов Іванівна        | 02.11.2010            | середня            | член Політичної партії «Сильна Україна» | пенсіонер                                                      |
| Самовисування                     |                                 |                       |                    |                                         |                                                                |
| 2                                 | Сухова Світлана Іванівна        | 02.11.2010            | середня спеціальна | позапартійна                            | Новокиївський фельдшерсько-акушерський пункт, завідувачка      |
| 3                                 | Тютюн Марія Юхимівна            | 02.11.2010            | вища               | позапартійна                            | пенсіонер                                                      |
| 6                                 | Власюк Лілія Євгенівна          | 02.11.2010            | середня            | позапартійна                            | приватний магазин, продавець                                   |
| 12                                | Коцупей Валентина Володимирівна | 02.11.2010            | вища               | член Партії регіонів                    | Новокиївська сільська рада, землевпорядник                     |